# David Ospina
David Ospina Ramírez (født 31. august 1988 i Medellín) er en colombiansk professionel fodboldspiller, som spiller for Categoría Primera A-klubben Atlético Nacional og Colombias landshold.

## Landshold
Ospina har (pr. juli 2023) spillet 127 kampe for Colombias landshold, som han debuterede for 7. februar 2007 i en venskabskamp mod Uruguay. Han var en del af den colombianske trup til VM i 2014 i Brasilien.